# 石田栄熊
石田 栄熊（いしだ えいぐま、1892年（明治25年）3月30日 - 1969年（昭和44年）8月21日）は、大日本帝国陸軍軍人。最終階級は陸軍中将。功四級

## 経歴
鹿児島県、現在の鹿児島市出身。陸軍士官学校第27期、陸軍大学校第39期卒業。1938年（昭和13年）に陸軍歩兵大佐進級と同時に留守第7師団参謀長に任官された。1939年（昭和14年）に陸軍兵器廠附となり、1941年（昭和16年）に陸軍少将に進級。
1942年（昭和17年）に第3野戦鉄道司令官となり、太平洋戦争に出動。1943年（昭和18年）2月3日に第4特設鉄道司令官、8月6日に第2鉄道監を兼任し、1944年（昭和19年）に南方軍野戦鉄道司令官に転じる。1945年（昭和20年）3月に陸軍中将に進級し、内地に帰還。6月に第303師団長に親補され、鹿児島県川内で終戦を迎えた。同年8月27日には西部憲兵隊司令官に就任した。
1947年（昭和22年）11月28日、公職追放仮指定を受けた。